# Blago Crvene planine
Blago crvene planine je sveska strip serijala Zagor objavljena u Srbiji u Lunov magnus stripu #4. Sveska je izašla 1969. godine i koštala 5 dinara (1 DEM, 0,33 $). 
Ovo je treća epizoda Zagora ikada objavljena u Srbiji, tj. bivšoj Jugoslaviji. Prva je bila ZS-13 Nasilje u Darkvudu, a druga ZS-17 Klark Siti (iako se na naslovnoj stranici Klark Sitija nalazio Teks Viler.)

## Originalna epizoda
Epizoda je premijerno objavljena u dve separatne sveske #37-38 u Italiji u izdanju Bonelija u julu-avgustu 1968. godine. godine. Sveske su nosile naslov #37 L'ultima sfida i #38 Prigiorinero. Epizodu je nacrtao Franko Donatelli.

## Prethodna i naredna sveska
Ovov je prva epizoda Zagora u LMS. Naredna je bila Zarobljenici "Crvene veštice" (LMS-7). 

## Cena epizode na tržitu polovnih stripova
Ovo je najcenenjija epizoda Zagora. Na tržištu polovnih stripova dosegla je cenu od 3.7000-4.200 €. Po nekim objašnjenjima, razlog što je baš ova epizoda dosegla tako visoku cenu jeste što je štampana u manjem tiražu i što ima kartonske korice.

## Repriza ove epizode
Ova epizoda reprizirana je u Srbiji u okviru novog Lunov magnus strip #4, koji je u Srbiji izašao 6. jula 2023. Sveska je imala dve razlilite korice. Korice B su bile retro, tj. identične koricama koje su objavljene 1969. godine.